# Richard Fortus
Richard Fortus (ur. 17 listopada 1966 w Saint Louis) – amerykański gitarzysta. Od 2002 roku jest członkiem zespołu rockowego Guns N’ Roses. Współpracował również z takimi artystami jak  Enrique Iglesias, Rihanna czy Nena oraz z zespołem Thin Lizzy
.

## Filmografia
- "We Are X" (2016, film dokumentalny, reżyseria: Stephen Kijak)[3]